# Under the Silver Lake
Under the Silver Lake är en amerikansk mysteriefilm från 2018 regisserad av David Robert Mitchell.
Handlingen utspelar sig i Silverlake i Kalifornien 2011. Sam, en desillusionerad ung man fattar tycke för sin granne Sarah. När hon försvinner spårlöst börjar han leta efter henne. Sökandet leder till att han avslöjar en omfattande konspiration.

## Rollista (i urval)
- Andrew Garfield – Sam
- Riley Keough – Sarah
- Topher Grace